# Мужское / Женское
«Мужско́е / Же́нское» — российское ток-шоу о лично-семейных взаимоотношениях. Передача имеет семейно-драматическое, в том числе бытовое содержание. Ведущие ток-шоу — Александр Гордон и Юлия Барановская. Выходит в эфир на «Первом канале» по будням в 16:05.
С 24 февраля по 25 ноября 2022 года в связи с началом российского вторжения на Украину и перехода телеканала на политическую сетку вещания не выходила в эфир. С 28 ноября 2022 года выходят новые выпуски передачи.

## История
Первая трансляция ток-шоу «Мужское / Женское» производства «Первого канала» была проведена 29 сентября 2014 года, ведущими стали Александр Гордон и Юлия Барановская, они же и по сей день являются ими.
В программе «Мужское / Женское» обсуждаются всевозможные гендерные вопросы, разбираются скандальные человеческие истории. Мужской и женский взгляды на различные жизненные ситуации сталкиваются в результате чего возникает конфликт, требующий немедленного разрешения.
Программа, которая пытается помочь мужчинам и женщинам разобраться в их отношениях.
С 2014 по 2019 год анонс сюжетов для программы озвучивал Руслан Габидуллин («Кубик в кубе»).
C 13 по 29 сентября 2021 года телепередача выходила без Александра Гордона в качестве ведущего. Ранее в интервью Юрию Дудю он сообщил, что устаёт от съёмок передачи из-за большой нагрузки: за неделю снимается 12 выпусков передачи.
С 30 сентября 2021 года Александр Гордон вновь ведёт программу.
С 28 марта по 28 апреля 2022 года программа выходила в рамках эфирного времени программы «Время покажет» и «Большая игра» в виде специальных выездных выпусков. В них Юлия Барановская брала эксклюзивные интервью с эвакуированными жителями Донбасса в ходе нападения России на Украину.

## Награды
| Год  | Премия | Категория       | Результат | Ист.  |
| ---- | ------ | --------------- | --------- | ----- |
| 2018 | «ТЭФИ» | Дневное ток-шоу | Номинация | [ 7 ] |